# Нордларен
Нордларен (нід. Noordlaren) — село в нідерландській провінції Гронінген. Входить до муніципалітету Гронінген.
Його площа становить 6,92км², а населення станом на 2021 рік складало 545 осіб.
Перша згадка про населений пункт датується 1254 роком.

## Галерея

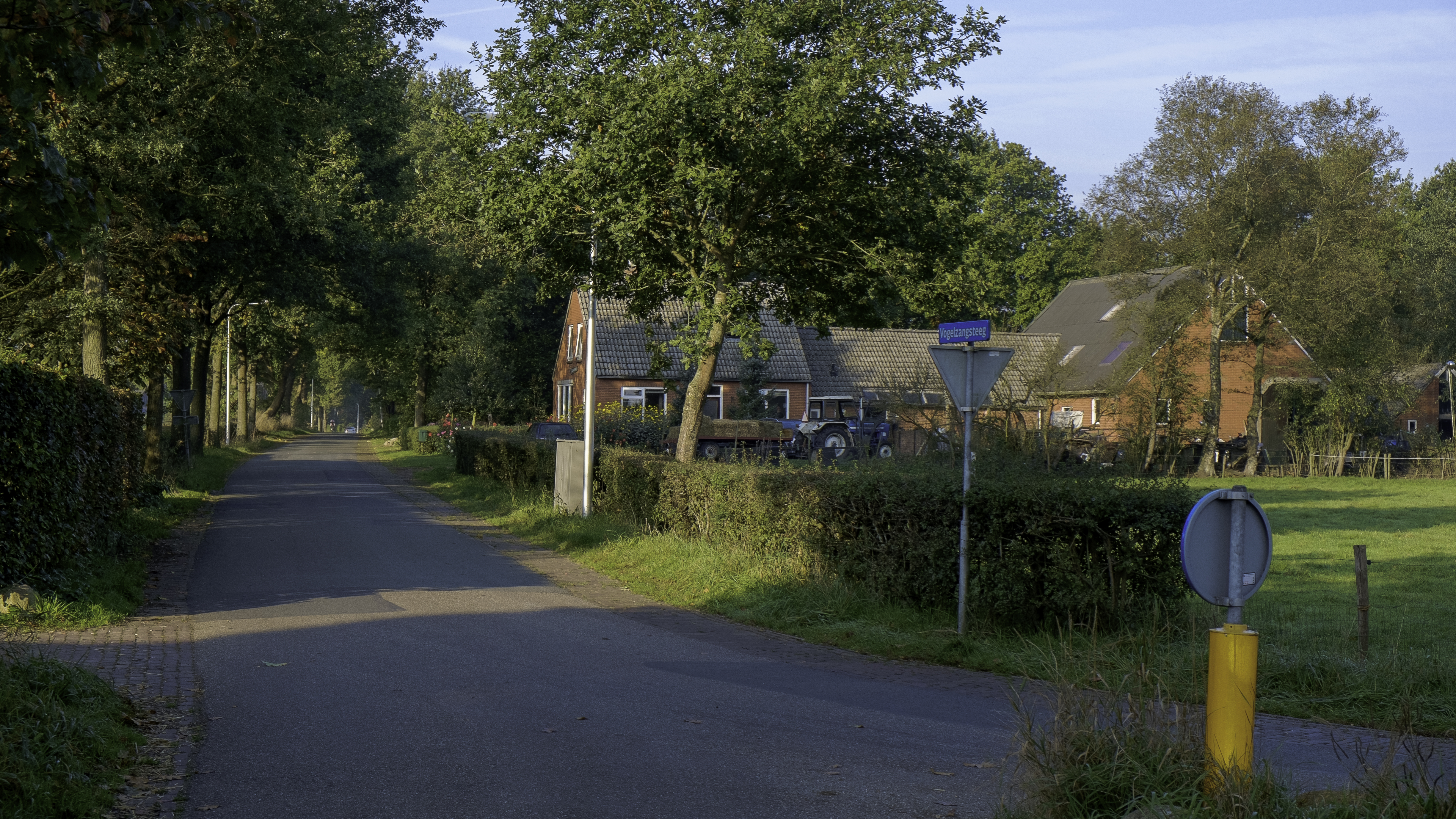
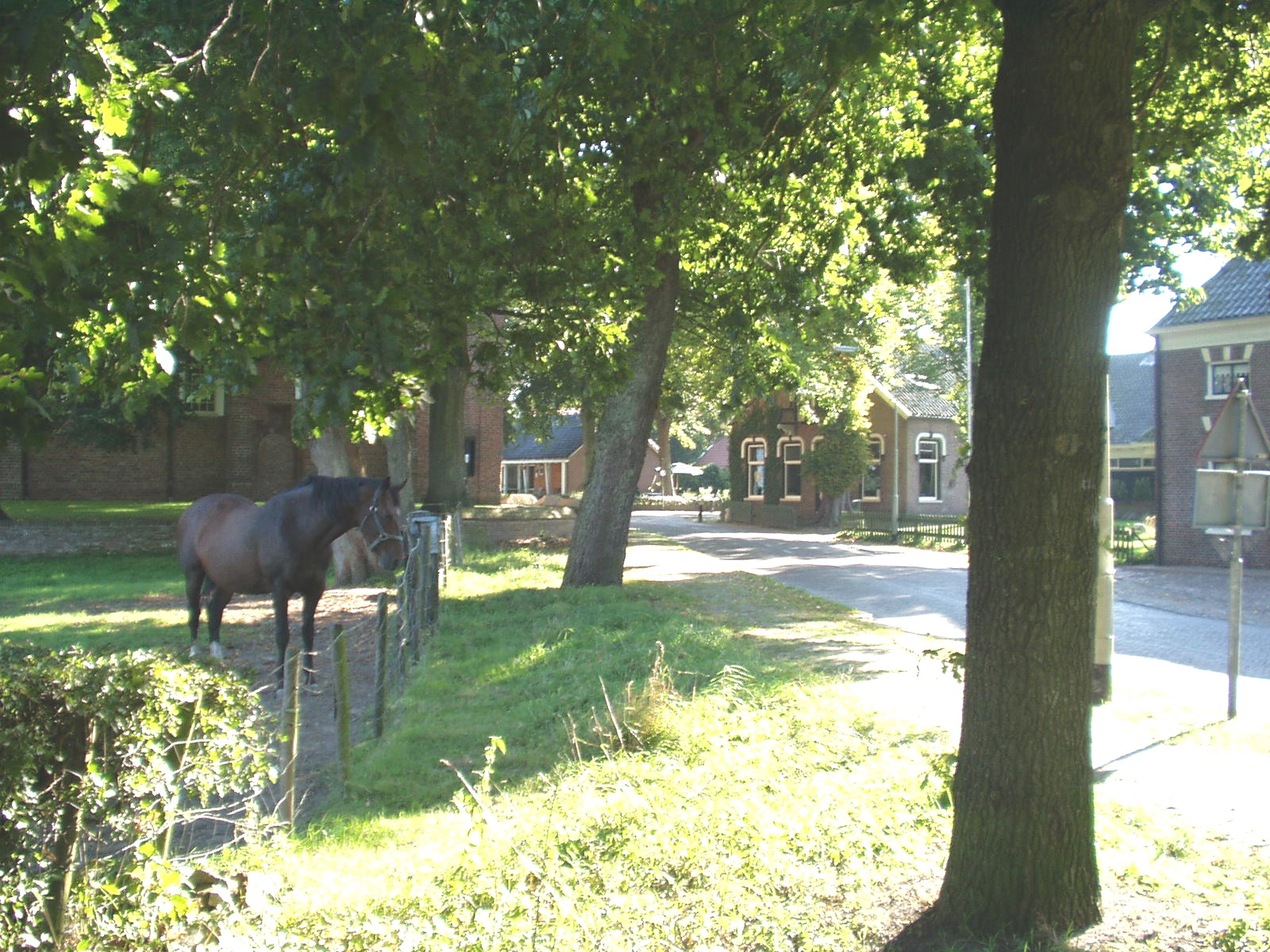
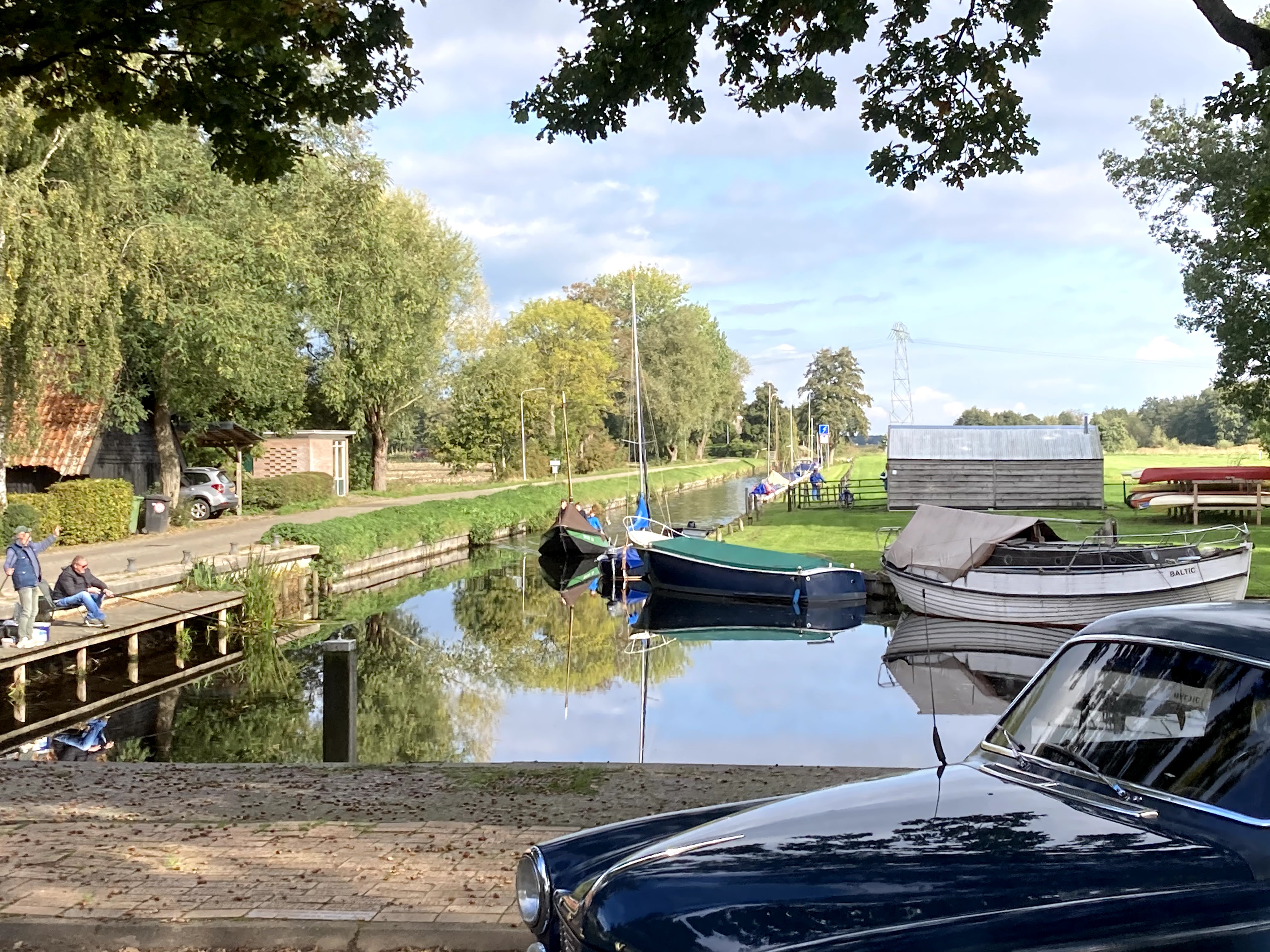
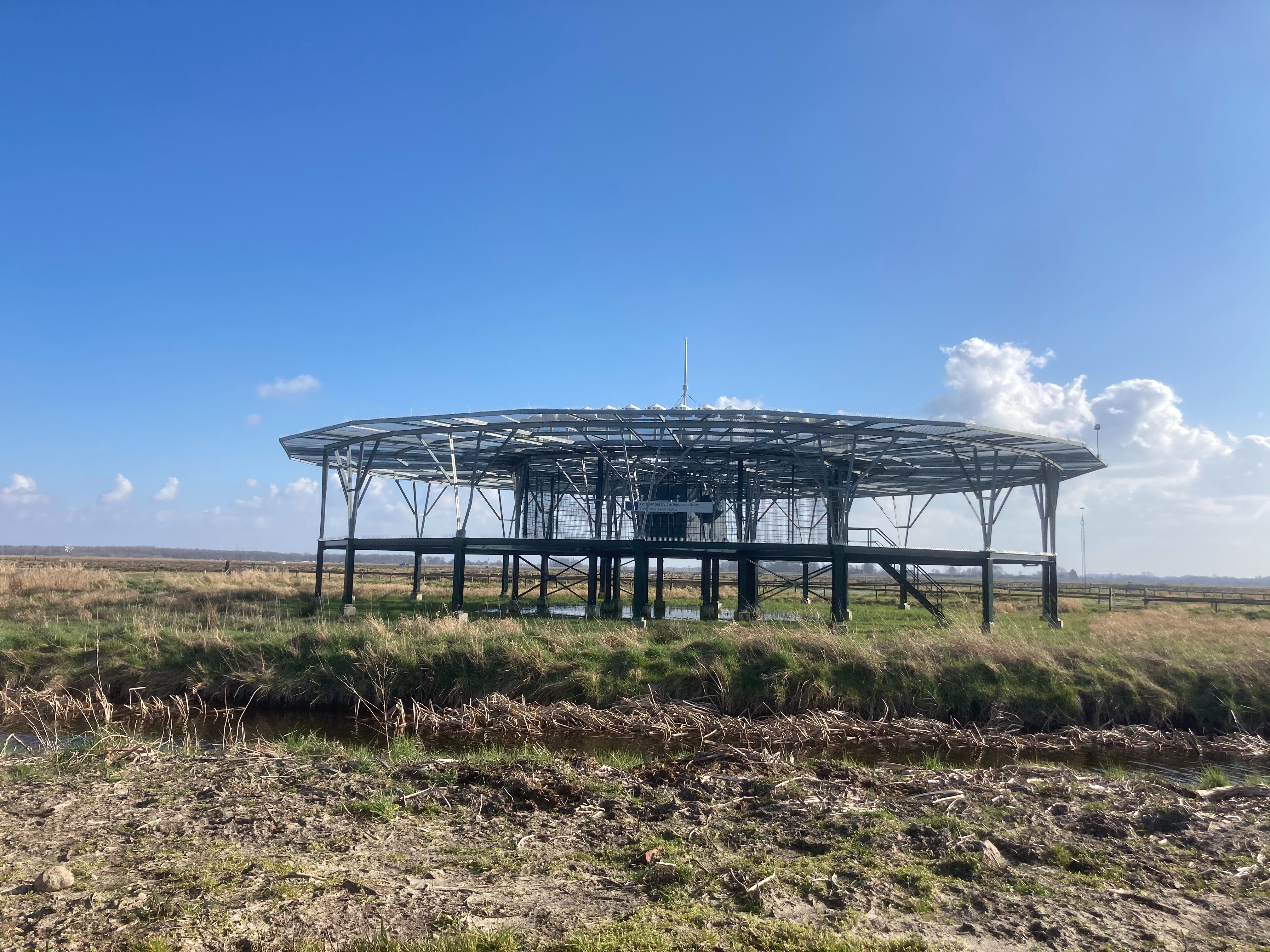